# Roberto II de Grandmesnil
Roberto II de Grandmesnil fue un noble normando (Latín: Robertus; m. 11 de diciembre de 1082); monje benedictino y abad del monasterio de Saint-Évroult, abad de Santa Eufemia de Aspromonte y obispo de Troina (Sicilia) durante el reino normando de Sicilia.
Era el segundo hijo de Roberto de Grandmesnil y Hawisa d'Échauffour, una hija de Giroie de Échauffour. De niño se dedicó al estudio y llegó a ser conocido por su memoria retentiva y parecía estar destinado a la iglesia. Pero Roberto también amaba las armas y la lucha y durante cinco años fue escudero del duque Guillermo II de Normandía, quien al final de ese período lo nombró caballero y lo recompensó generosamente por su servicio.

## Normandía
En 1050, Roberto y su hermano mayor Hugo de Grandmesnil decidieron fundar un monasterio y pidieron a su tío, Guillermo fitz Giroie, para que los orientase. Guillermo les aconsejó restaurar la antigua abadía de Saint-Evroul. Los hermanos aceptaron y compensaron a los monjes de la Abadía de Bec, propietarios de las antiguas ruinas, y luego financiaron generosamente, junto con las contribuciones de la familia Fitz Giroie de su madre, la restauración de la abadía. En su carta de confirmación de esta refundación de Saint-Évroult, el duque Guillermo la firmó con la señal de la cruz y añadió a la carta una advertencia contra cualquiera que hiciera daño a la abadía o a cualquiera de sus miembros bajo pena de excomunión. Ese mismo año, Roberto entró en la abadía como monje y se convirtió en abad allí en 1059.
Hacia 1059 hubo varias disputas entre los barones del duque Guillermo, en particular entre los miembros de la familia Giroie y Mabel de Bellême. Mabel y su marido Roger II de Montgomery convencieron al duque Guillermo de confiscar las tierras de Arnaud [Arnold] de Montreuil, hijo de Giroie de Échauffour (el tío de Roberto) y entregárselas a ella. Hugo de Grandmesnil (el hermano de Roberto) también se vio implicado en el asunto y vio cómo sus tierras le eran arrebatadas de repente. Al mismo tiempo, Roberto de Grandmesnil, como abad de Saint-Evroul, fue citado ante el duque para responder a unas acusaciones. Al enterarse de que eran falsas y descubrir que el duque tenía intenciones de hacerle daño, Roberto consultó al obispo Hugo de Eu, obispo de Lisieux. El obispo le aconsejó a Roberto que se protegiera de la ira del duque Guillermo y que, por su propia seguridad, se marchara de Normandía. El duque Guillermo entonces hizo instalar a Osbern, un monje de la Santísima Trinidad de Rouen, como abad de Saint-Évroult en lugar de Roberto.
Roberto fue entonces a Italia para obtener una audiencia con el papa Nicolás II. Explicando que su posición en Normandía se había vuelto insostenible, que había sido acusado falsamente y que no se había convocado ningún tribunal eclesiástico, por lo que pidió ayuda al papa. Nicolás estuvo de acuerdo y envió a Roberto de vuelta a Normandía armado con cartas apostólicas acompañadas por dos clérigos del cardenal para restablecer a Roberto como abad y castigar a Osbern como intruso. Al oír que se acercaba una comisión papal que incluía a Roberto, el duque Guillermo enfureció y declaró que aceptaría a los enviados papales «pero si algún monje presentaba cargos contra él, lo colgaría con desprecio en el árbol más alto del bosque vecino».
El obispo Hugo advirtió a Roberto que no fuera a Normandía y por lo tanto se detuvo en la abadía de Saint-Denis, cerca de París, y fue recibido por su primo Hugo, el abad allí. Roberto entonces envió una citación al abad Osbern en Saint-Évroult para que ambos se presentaran ante los cardenales en Chartres y se sometieran a su juicio. Osbern estuvo de acuerdo, pero no se presentó en el lugar y la fecha señalados. Roberto entonces envió a Osbern cartas bajo la autoridad del Papa excomulgándolo. Los monjes de Saint-Évroult, al ser notificados de que Osbern había sido juzgado como intruso y excomulgado, se marcharon para unirse a su legítimo abad Roberto. Aquellos que eran demasiado jóvenes o demasiado viejos para viajar se quedaron.

## Calabria y Sicilia
Acompañado de su amigo Guillermo Pantol, Roberto regresó a Italia entre 1059 y 1061. Trajo consigo un total de once monjes de Saint-Évroult, y todos fueron bien recibidos por el papa Alejandro II, que acababa de suceder al papa Nicolás II, y quien, después de enterarse de sus problemas en Normandía, dio a Roberto y sus monjes el uso temporal de la iglesia de San Pablo Apóstol en Roma. Para encontrar una situación más permanente, Roberto buscó la ayuda de su primo, Guillermo de Montreuil, entonces al servicio del papa Alejandro II, quien dio a Roberto y sus monjes la mitad de la ciudad de Aquino. También buscó la ayuda de Ricardo I de Capua, quien le hizo a Roberto muchas promesas vacías. Disgustado, Roberto se dirigió a Roberto Guiscardo, duque de Calabria, quien trató al abad con gran respeto y lo invitó a él y a sus monjes a establecerse en Calabria.
Hacia 1062, Roberto fundó la abadía de Santa Eufemia de Lamezia en Calabria y Guiscardo también le concedió la Abadía de la Santísima Trinidad de Venosa. En 1080 el duque le concedió la iglesia de San Miguel de Mileto. El mismo año, Roger I, duque de Apulia, eligió a Roberto como obispo de Troina.
Roberto murió el 11 de diciembre de 1082 y fue enterrado en su iglesia de Santa María, Madre de Dios, que él mismo construyó.